# Dissolução da Câmara Municipal de Marbella

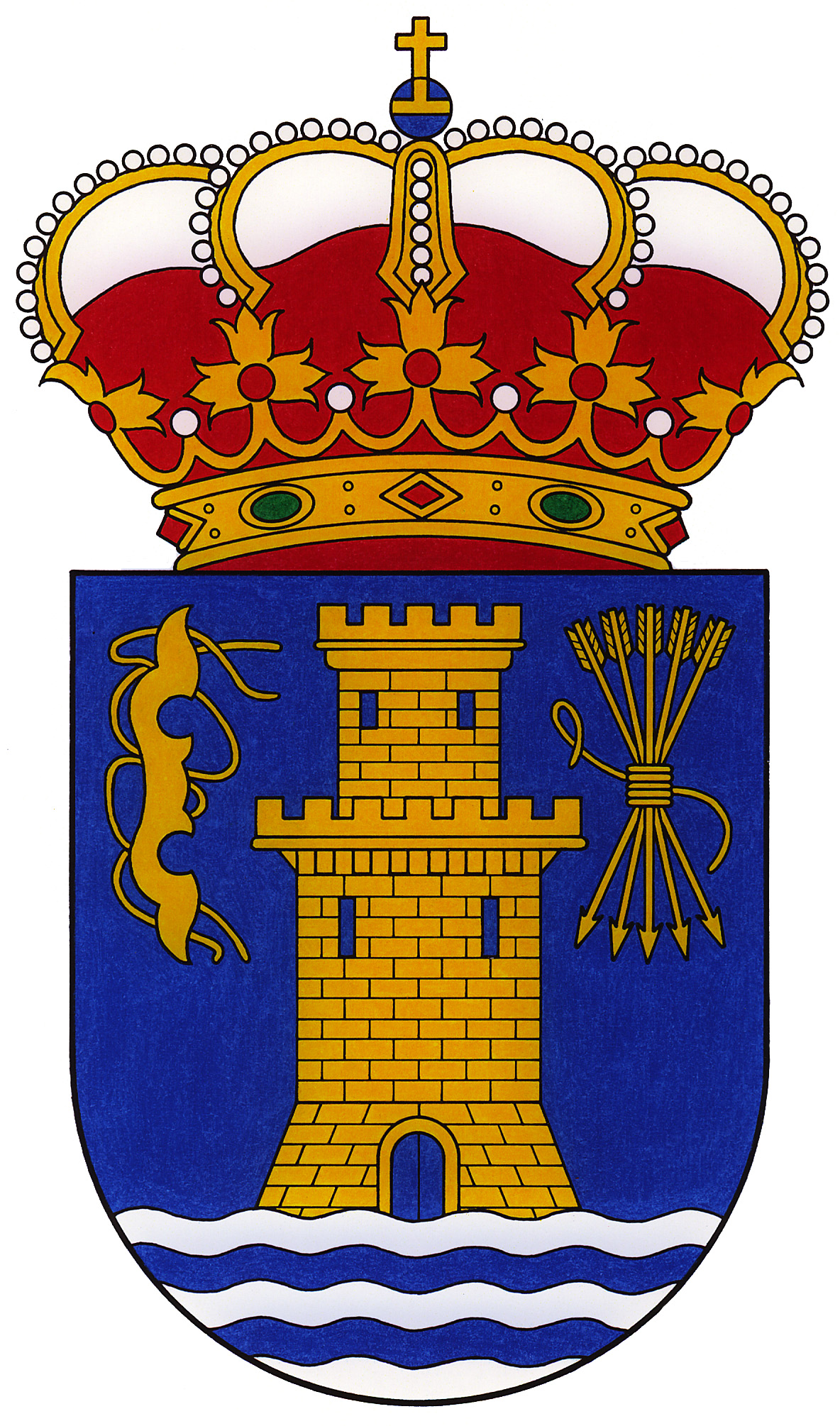
Brasão de armas

A dissolução da Câmara Municipal de Marbella, em 7 de Abril de 2006, foi uma medida sem precedentes do Governo espanhol para pôr fim à corrupção de longa data na cidade, que levou a Câmara à beira da falência, enquanto muitos autarcas e seus colaboradores havia "ganhado" grandes quantidades de luxo de origem desconhecida.

## Causas
Muitas fontes rastreiam o início da corrupção generalizada até o primeiro mandato do prefeito Jesús Gil, eleito em 1991 com 65% dos votos e uma maioria de 19-6 para o seu partido GIL. O seu governo promoveu um forte desenvolvimento urbanístico em Marbella, revitalizando a sua popularidade entre o jet set mundial e trazendo uma era de prosperidade para a cidade. No entanto, o seu desrespeito aberto pelos regulamentos andaluzes e pelo antigo plano urbano ainda em vigor fez com que o Governo da Andaluzia começasse a rejeitar todos os seus novos planos. Além disso, logo foi acusado de desviar fundos públicos para o seu clube de futebol, o Atlético de Madrid, enquanto as máfias internacionais aumentavam enormemente as suas atividades em Marbella.[carece de fontes?]
Entretanto, os partidos nacionais PP e PSOE pareciam incapazes de convencer os eleitores da corrupção de Gil, pois ele foi eleito nas eleições de 1995 com o mesmo resultado de 1991; e mesmo nas eleições de 1999, quando os escândalos já tinham começado a surgir, ele manteve uma maioria de 15-10 com 52% dos votos.
Em 2002, Gil foi preso por desvio de fundos públicos para o Atlético de Madrid e, após a sua proibição do serviço público, alguns propuseram a dissolução de todo o conselho em resposta às alegações de corrupção profundamente enraizada em Marbella, mas o governo do PP de José María Aznar não quis utilizar um poder de reserva tão drástico pela primeira vez na democracia espanhola contra um conselho que serviria apenas mais um ano. Em 2 de maio de 2002, o vice-prefeito Julián Muñoz, já com alguns julgamentos pendentes, substituiu seu chefe como primeiro oficial da cidade.
As acusações de corrupção continuaram derrubando muitos políticos e colaboradores do GIL, mas os Marbellianos pareciam inflexíveis quanto a isso e apoiaram o novo chefe do GIL, Julián Muñoz, com 47% dos votos nas eleições de 2003, ainda uma maioria de 15-12 devido ao utilização do método D'Hondt e fragmentação da oposição. No entanto, o partido estava em crise e Muñoz revelou-se incapaz de controlar o conselho: uma severa passagem de nível criou mais de quatro grupos independentes provenientes não só do GIL, mas também do PSOE e do Partido Andaluzista, e um voto de censura demitiu o Prefeito em 13 de agosto de 2003, colocando Marisol Yagüe em seu cargo apenas três meses após a eleição. Mais uma vez, o governo do PP decidiu não invocar o poder de destituição do conselho para evitar os críticos do autoritarismo do PSOE e da IU.
Os escândalos aumentavam a cada dia e, em 29 e 30 de março de 2006, tanto o prefeito Yagüe quanto a vice-prefeita Isabel García, juntamente com o conselheiro de desenvolvimento urbano Juan Antonio Roca e muitos vereadores, foram presos sob a acusação de malversação de fundos públicos, prevaricação, suborno e tráfego de influência. O segundo vice-prefeito, Tomás Reñones, tomou posse no dia 1º de abril, mas já sabia que o conselho seria dissolvido. Tentou amenizar a situação colocando todos os gabinetes dos vereadores "à disposição das instituições superiores", mas Manuel Chaves, o presidente socialista da Andaluzia, declarou que "o Governo andaluz não era uma instância superior ao Conselho de Marbella", pelo que tiveram não há meios de intervir, mas de aconselhar o Governo espanhol a dissolver o conselho.

## Contexto jurídico
Tanto o governo andaluz como o espanhol basearam as suas ações na Lei-Quadro do Regime Local, que define os poderes não só das cidades, mas também de muitas instituições criadas pela Constituição, como os governos provinciais. A lei especifica claramente, em seu artigo 61.1, que
O Conselho de Ministros, por sua própria iniciativa e informado o Conselho de Governo da Comunidade Autónoma correspondente, ou a conselho desta, poderá, com a aprovação do Senado, emitir um Real Decreto dissolvendo as Corporações locais quando a sua as ações de gestão representam um grave prejuízo ao interesse geral ou um descumprimento de seus deveres constitucionais.

## A dissolução
Ao abrigo desta disposição, a Junta de Andaluzia aconselhou o Governo espanhol, em 4 de abril de 2006, a dissolver o conselho de Marbella. Porém, após a necessária aprovação do Senado ter sido concedida por unanimidade no dia seguinte, permaneceram dúvidas sobre quem cuidaria da cidade até a próxima eleição, marcada para 27 de maio de 2007. O resultado normal teria sido convocar novas eleições que criariam um conselho com menos de um mandato completo (porque, ao contrário das eleições gerais, a data das eleições locais é fixada na mesma para todos os municípios espanhóis), mas a decisão eleitoral A Lei Orgânica do Regime afirma explicitamente, no seu artigo 183.º, que
No caso de dissolução da Sociedade Local por acordo do Conselho de Ministros, conforme previsto na legislação básica do regime local, serão convocadas eleições para a constituição de uma nova Sociedade no prazo máximo de três meses, salvo quando o seu mandato se estenda por menos de um ano a partir da data em que se reuniria pela primeira vez. Enquanto a nova Corporação for constituída ou expirar o mandato da dissolvida, a gestão ordinária das suas funções será atribuída a uma Comissão de Gestão nomeada pela Legislatura Provincial ou, em seu lugar, à instituição competente da Comunidade Autónoma correspondente. {...}

### Chamadas para eleições
O líder do PP, Mariano Rajoy, solicitou repetidamente ao Governo que invocasse o artigo 50.º da Lei do Regime Jurídico das Administrações Públicas e do Procedimento Administrativo Comum de 1992, que permite, em circunstâncias especiais, reduzir para metade a maior parte dos mandatos envolvidos no processo eleitoral. Tal ação colocaria a data de constituição do novo Conselho antes do prazo de 27 de Maio imposto pela lei eleitoral, pelo que uma eleição poderia ter sido realizada. Ele baseou suas ligações no seguinte argumento:
- A assembleia provincial de Málaga, que nomearia a comissão, é dominada pelo PSOE e pela IU, pelo que a imparcialidade da nova comissão não está garantida.
- Muitos vereadores do PSOE, incluindo aquele que concorreu a presidente da Câmara nas últimas eleições, estão na prisão, enquanto nenhum dos vereadores do PP está envolvido na corrupção. As sondagens sugerem que, se as eleições fossem realizadas agora, o PP conquistaria a maioria no conselho, acima do seu anterior estatuto de terceira força, depois do (agora extinto) GIL e do PSOE, pelo que a nova Corporação seria dominada por um partido que é considerado, a partir de hoje, livre de corrupção em Marbella.

No dia 6 de abril, o Conselho de Estado decidiu não convocar eleições citando a pressão do tempo como fator determinante. O PP, no entanto, propôs modificar a atual lei eleitoral para aliviar tais restrições, citando esta como "a via de ação mais democrática, consultando o povo" e criticando o governo do PSOE pela sua "falta de vontade para resolver o problema" e pela sua “foco nos interesses partidários acima dos interesses do povo”. No mesmo dia, ocorreram manifestações exigindo eleições em Marbella.

### Formação do comitê gestor
No dia seguinte, após uma surpreendente crise governamental causada pela destituição do Ministro da Defesa José Bono a seu pedido, o Conselho de Ministros concordou em emitir o Real Decreto 421/2006, dissolvendo a Câmara Municipal de Marbella e ordenando à legislatura provincial de Málaga que nomeasse a gestão comitê.

## Normalização
O comité de gestão nomeado governou a cidade desde o início de abril de 2006, os seus poderes terminaram formalmente quando o novo Conselho eleito em maio de 2007 tomou posse em 16 de junho, de modo que os cidadãos de Marbella foram governados por políticos não eleitos durante cerca de um ano e um mês. Nas eleições de 2007, o Partido Popular obteve a maioria do voto popular (50,5%) e do conselho (16 vereadores de 27), e tem governado a cidade desde então.